# Picanço-de-patas-rosadas
Cubla-de-patas-rosadas, picanço-de-almofadinha-de-angola ou picanço-de-patas-rosadas (Dryoscopus angolensis) é uma espécie de ave da família Malaconotidae.
Pode ser encontrada nos seguintes países: Angola, Camarões, República do Congo, República Democrática do Congo, Guiné Equatorial, Quénia, Nigéria, Ruanda, Sudão, Tanzânia e Uganda.
Os seus habitats naturais são: regiões subtropicais ou tropicais húmidas de alta altitude.